# Банда (филм)
„Банда“ (на английски: The Firm) е британски драматичен от 2009 г., написан и режисиран от Ник Лав, и е за футболното хулиганство. Римейк е на оригиналната версия от 1989 г.